# Antonio Rizzo (capitano)
Antonio Rizzo (... – Didymoteicho, 8 dicembre 1452) è stato un navigatore e mercante italiano della Repubblica di Venezia.

## Biografia
Antonio Rizzo passò alla storia a causa della sua tragica morte. A capo di un vascello veneziano, era partito dal mar Nero per poter rimpatriare a Venezia, ma quando arrivò nei pressi di Costantinopoli non si fermò al posto di blocco ottomano, e quindi il vascello fu fatto bombardare dalla bombarda di Urbano di Transilvania. Antonio insieme ad alcuni superstiti riuscì a raggiungere la costa, ma qui li aspettavano i giannizzeri ottomani, che li uccisero tutti sul posto, ad eccezione di Rizzo che fu impalato in seguito. Questo fatto scosse molto tutto il mondo cristiano, e ancor di più il morituro Impero bizantino. A seguito della sua uccisione la Repubblica di Venezia decise di intervenire a favore dell'Impero bizantino, continuando comunque a mantenere relazioni diplomatiche con i turchi.